# Liste des cavités naturelles les plus profondes des Hautes-Pyrénées
La liste des cavités naturelles les plus profondes des Hautes-Pyrénées recense, sous forme de tableau(x), les cavités souterraines naturelles connues dans ce département français, dont le dénivelé est supérieur ou égal à cent mètres.
La communauté spéléologique considère qu'une cavité souterraine naturelle n'existe vraiment qu'à partir du moment où elle est « inventée » c'est-à-dire découverte (ou redécouverte), inventoriée, topographiée et publiée. Bien sûr, la réalité physique d'une cavité naturelle est la plupart du temps bien antérieure à sa découverte par l'homme ; cependant tant qu'elle n'est pas explorée, mesurée et révélée, la cavité naturelle n'appartient pas au domaine de la connaissance partagée.
La liste spéléométrique des 69 plus profondes cavités naturelles des Hautes-Pyrénées (≥ cent mètres) est actualisée à fin décembre 2024.
La plus profonde cavité souterraine naturelle répertoriée dans le département des Hautes-Pyrénées est « le Gouffre de la Ménère », sur la commune de Saint-Pé-de-Bigorre (cf. ligne 1 du tableau ci-dessous).
| \| Histogramme de la répartition des plus profondes cavités naturelles des Hautes-Pyrénées par classe de dénivelé -- Les 69 cavités citées fin 2024 sont réparties en 4 classes de dénivelé -- \| \| \| \| \| \| \| \| \| \| \| \| \| \| \| classe I >= 500 m 2 cavité[s] \| classe II >= 200 m et < 500 m 22 cavités \| classe III >= 150 m et < 200 m 16 cavités \| classe IV >= 100 m et < 150 m 29 cavités \| \| |                               |                                          |                                           |                                          |  |
| Le graphique qui aurait dû être présenté ici ne peut pas être affiché car il utilise l'ancienne extension Graph, désactivée pour des questions de sécurité. Des indications pour créer un nouveau graphique avec la nouvelle extension Chart sont disponibles ici . |                               |                                          |                                           |                                          |  |
| Histogramme de la répartition des plus profondes cavités naturelles des Hautes-Pyrénées par classe de dénivelé -- Les 69 cavités citées fin 2024 sont réparties en 4 classes de dénivelé -- |                               |                                          |                                           |                                          |  |
| |                               |                                          |                                           |                                          |  |
| | classe I >= 500 m 2 cavité[s] | classe II >= 200 m et < 500 m 22 cavités | classe III >= 150 m et < 200 m 16 cavités | classe IV >= 100 m et < 150 m 29 cavités |  |

## Cavités des Hautes-Pyrénées (France) dont la dénivellation est supérieure ou égale à500m
2 cavités sont recensées dans cette « classe I » au 31-12-2022.
| Réf. | Cavité (autres noms) | Commune             | Massif ou zone      | Coordonnées (WGS 84)        | Dénivelée (mètres) | Développe. (mètres) | Sources ou références                       | Mise à jour |
| ---- | -------------------- | ------------------- | ------------------- | --------------------------- | ------------------ | ------------------- | ------------------------------------------- | ----------- |
| 1    | Gouffre de la Ménère | Saint-Pé-de-Bigorre | Saint-Pé-de-Bigorre | 43° 04′ 49″ N, 0° 11′ 23″ O | +000802, m         | +5 091, m           | GSHP de Tarbes, Spéléoc n°84 & karsteau.org | 2025-03     |
| 2    | Puts dets Tachous    | Saint-Pé-de-Bigorre | Saint-Pé-de-Bigorre | 43° 04′ 35″ N, 0° 11′ 28″ O | +000804, m         | +4 500, m           | GSHP de Tarbes & karsteau.org               | 2018-01     |

## Cavités des Hautes-Pyrénées (France) dont la dénivellation est comprise entre200 mètreset499 mètres
22 cavités sont recensées dans cette « classe II » au 31-12-2024.
| Réf. | Cavité (autres noms)            | Commune               | Massif ou zone                 | Coordonnées (WGS 84)        | Dénivelée (mètres) | Développe. (mètres) | Sources ou références                                      | Mise à jour |
| ---- | ------------------------------- | --------------------- | ------------------------------ | --------------------------- | ------------------ | ------------------- | ---------------------------------------------------------- | ----------- |
| 3    | Gouffre de Coume Bère           | Hèches                | Baronnies                      | 42° 58′ 41″ N, 0° 20′ 38″ E | +000478, m         | +1 500, m           | karsteau.org                                               | 2025-03     |
| 4    | Gouffre du Quéou                | Saint-Pé-de-Bigorre   | Saint-Pé-de-Bigorre            | 43° 03′ 53″ N, 0° 10′ 13″ O | +000458, m         | +4 470, m           | karsteau.org, GSHP de Tarbes & Spelunca n°139              | 2018-01     |
| 5    | Réseau d'Ardengost              | Jézeau & Fréchet-Aure | Massif du Nistos - Sarrancolin | 42° 55′ 04″ N, 0° 24′ 14″ E | +000450, m         | +13 720, m          | CDS 65, plongeesouterraine.org, Grottocenter, & Yves André | 2018-01     |
| 6    | Gouffre de la Ratasse ou SC 132 | Salles                | Saint-Pé-de-Bigorre            | 43° 02′ 28″ N, 0° 10′ 29″ O | +000445, m         | +3 800, m           | GSHP de Tarbes, Spéléoc n°90, Spéléoc n°121 & karsteau.org | 2018-01     |
| 7    | Gouffre du Pic d'Areng          | Ferrère               | Massif du Nistos - Sarrancolin | 42° 54′ 48″ N, 0° 27′ 36″ E | +000416, m         | +0825, m            | karsteau.org                                               | 2021-10     |
| 8    | Gouffre du Col d'Espade         | Salles                | Saint-Pé-de-Bigorre            | 43° 02′ 48″ N, 0° 10′ 43″ E | +000415, m         | +1 000, m           | karsteau.org, Spéléoc n°86 & GSHP de Tarbes                | 2018-01     |
| 9    | Système Abadie                  | Saint-Pé-de-Bigorre   | Saint-Pé-de-Bigorre            | 43° 05′ 09″ N, 0° 10′ 35″ O | +000366, m         | +2 000, m           | GSHP de Tarbes & karsteau.org                              | 2018-01     |
| 10   | Gouffre du Pic Rouge du Pailla  | Gavarnie-Gèdre        | Cirque de Gavarnie             | 42° 42′ 25″ N, 0° 01′ 32″ E | +000340, m         | +0600, m            | karsteau.org                                               | 2018-01     |
| 11   | Gouffre Les Cots n° 5           | Sacoué                |                                | 42° 59′ 26″ N, 0° 32′ 15″ E | +000320, m         | +0320, m            | Spéléoc n°59 & karsteau.org                                | 2018-01     |
| 12   | Gouffre du Mont Caup            | Générest              | Barousse                       | 43° 00′ 23″ N, 0° 30′ 26″ E | +000306, m         | +0750, m            | karsteau.org                                               | 2018-01     |
| 13   | Gouffre de l'Oule               | Sarrancolin           | Massif du Nistos - Sarrancolin | 42° 56′ 20″ N, 0° 25′ 41″ E | +000301, m         | +0600, m            | karsteau.org                                               | 2018-01     |
| 14   | Grottes du Roy                  | Lourdes,Omex          | Saint-Pé-de-Bigorre            | 43° 05′ 38″ N, 0° 04′ 36″ O | +000301, m         | +4 500, m           | karsteau.org & GSHP de Tarbes                              | 2019-03     |
| 15   | Gouffre de Gavarnie             | Gavarnie-Gèdre        | Cirque de Gavarnie             | 42° 42′ 14″ N, 0° 02′ 44″ O | +000281, m         | +2 741, m           | karsteau.org & Spéléoc n°35                                | 2018-01     |
| 16   | Gouffre de Boucharo             | Gavarnie-Gèdre        | Cirque de Gavarnie             | 42° 42′ 19″ N, 0° 03′ 30″ O | +000275, m         | +0790, m            | karsteau.org                                               | 2018-01     |
| 17   | Gouffre SC 147                  | Salles                | Saint-Pé-de-Bigorre            | 43° 02′ 19″ N, 0° 09′ 46″ O | +000258, m         | +0515, m            | CDS 65 & GSHP de Tarbes & karsteau.org                     | 2018-01     |
| 18   | Gouffre du Beaufort             | Salles                | Saint-Pé-de-Bigorre            | 43° 02′ 36″ N, 0° 11′ 43″ O | +000243, m         | +0452, m            | karsteau.org & GSHP de Tarbes                              | 2018-01     |
| 19   | Gouffre de l'Aigle              | Gavarnie-Gèdre        | Cirque de Gavarnie             | 42° 42′ 10″ N, 0° 02′ 46″ O | +000235, m         | +0547, m            | karsteau.org                                               | 2018-01     |
| 20   | Gouffre Marcel Dubois           | Hèches                | Massif du Nistos - Sarrancolin | 43° 00′ 39″ N, 0° 25′ 45″ E | +000235, m         | +0300, m            | CDS 65 & karsteau.org.                                     | 2019-10     |
| 21   | Trou Souffleur de l'Oule        | Sarrancolin           | Massif du Nistos - Sarrancolin | 42° 45′ 00″ N, 0° 25′ 41″ E | +000235, m         | +0500, m            | karsteau.org                                               | 2018-01     |
| 22   | Gouffre de Tuquerouye           | Gavarnie-Gèdre        | Cirque de Gavarnie             | 42° 42′ 12″ N, 0° 02′ 32″ E | +000215, m         | +1 100, m           | Spéléométrie de la France                                  | 2018-01     |
| 23   | Gouffre de Conques              | Salles                | Saint-Pé-de-Bigorre            | 43° 02′ 14″ N, 0° 10′ 19″ O | +000210, m         | +0350, m            | karsteau.org & GSHP de Tarbes                              | 2018-01     |
| 24   | Gouffre du Pladi                | Ségus                 | Saint-Pé-de-Bigorre            | 43° 03′ 55″ N, 0° 07′ 13″ O | +000202, m         | +0476, m            | karsteau.org & GSHP de Tarbes                              | 2018-01     |

## Cavités des Hautes-Pyrénées (France) dont la dénivellation est comprise entre150 mètreset199 mètres
16 cavités sont recensées dans cette « classe II » au 31-12-2024.
| Réf. | Cavité (autres noms)                     | Commune              | Massif ou zone                 | Coordonnées (WGS 84)        | Dénivelée (mètres) | Développe. (mètres) | Sources ou références          | Mise à jour |
| ---- | ---------------------------------------- | -------------------- | ------------------------------ | --------------------------- | ------------------ | ------------------- | ------------------------------ | ----------- |
| 25   | Gouffre du Crestado n° 1                 | Bazus-Neste          | Massif du Nistos - Sarrancolin | 43° 01′ 19″ N, 0° 23′ 37″ E | +000198, m         | +0469, m            | karsteau.org & Spéléoc n°95    | 2018-01     |
| 26   | Gouffre du Vignemale                     | Gavarnie-Gèdre       | Massif du Vignemale            | 42° 46′ 11″ N, 0° 08′ 03″ O | +000187, m         | +0270, m            | Pyrénées souterraines n°2      | 2025-03     |
| 27   | Désob du Fou                             | Omex                 | Saint-Pé-de-Bigorre            | 43° 05′ 28″ N, 0° 04′ 55″ O | +000186, m         | +0700, m            | karsteau.org & GSHP de Tarbes  | 2019-01     |
| 28   | Gouffre Lamarche                         | Esparros             | Baronnies                      | 43° 01′ 19″ N, 0° 17′ 10″ E | +000186, m         | +0500, m            | karsteau.org                   | 2018-01     |
| 29   | Gouffre SC 110                           | Salles               | Saint-Pé-de-Bigorre            | 43° 02′ 23″ N, 0° 10′ 45″ O | +000183, m         | +0220, m            | karsteau.org                   | 2018-01     |
| 30   | Gouffre de la doline de Mailhoucost n° 3 | Saint-Pé-de-Bigorre  | Saint-Pé-de-Bigorre            | 43° 04′ 11″ N, 0° 08′ 01″ O | +000183, m         | +0600, m            | karsteau.org & GSHP de Tarbes  | 2018-01     |
| 31   | Gouffre du Paybou                        | Saint-Pé-de-Bigorre  | Saint-Pé-de-Bigorre            | 43° 03′ 59″ N, 0° 10′ 55″ O | +000181, m         | +1 400, m           | karsteau.org & GSHP de Tarbes  | 2018-01     |
| 32   | Gouffre d'Estaubé                        | Gavarnie-Gèdre       | Cirque de Gavarnie             | 42° 42′ 17″ N, 0° 02′ 15″ E | +000180, m         | +0290, m            | CDS 65. & karsteau.org         | 2018-01     |
| 33   | Gouffre Les Cots n° 2                    | Sacoué               |                                | 42° 59′ 32″ N, 0° 31′ 39″ E | +000180, m         | +0180, m            | karsteau.org                   | 2018-01     |
| 34   | Gouffre des Moustalhous                  | Saint-Pé-de-Bigorre  | Saint-Pé-de-Bigorre            | 43° 04′ 41″ N, 0° 10′ 14″ O | +000170, m         | +1 100, m           | Spéléoc n°122 & GSHP de Tarbes | 2018-01     |
| 35   | Gouffre de Mailhoucost n° 6              | Saint-Pé-de-Bigorre  | Saint-Pé-de-Bigorre            | 43° 04′ 18″ N, 0° 08′ 07″ O | +000168, m         | +0300, m            | karsteau.org                   | 2018-01     |
| 36   | Trou de la Poutge                        | Beyrède-Jumet-Camous |                                | 42° 57′ 48″ N, 0° 17′ 27″ E | +000164, m         | +1 490, m           | karsteau.org                   | 2018-01     |
| 37   | Réseau Hayau - Bouhadère                 | Saint-Pé-de-Bigorre  | Saint-Pé-de-Bigorre            | 43° 05′ 16″ N, 0° 08′ 37″ O | +000162, m         | +1 300, m           | GSHP de Tarbes & karsteau.org  | 2018-01     |
| 38   | Gouffre du Coussau                       | Omex                 | Saint-Pé-de-Bigorre            | 43° 04′ 55″ N, 0° 06′ 15″ O | +000157, m         | +0570, m            | karsteau.org & GSHP de Tarbes  | 2018-01     |
| 39   | Pouts deth Hay deth Disna                | Nistos               |                                | 43° 00′ 15″ N, 0° 27′ 22″ E | +000168, m         | +0599, m            | karsteau.org                   | 2018-01     |
| 40   | Gouffre BA 1                             | Gazave               |                                | 43° 01′ 06″ N, 0° 25′ 42″ E | +000150, m         | NC m                | CDS 65.                        | 2018-01     |

## Cavités des Hautes-Pyrénées (France) dont la dénivellation est comprise entre100 mètreset149 mètres
29 cavités sont recensées dans cette « classe II » au 31-12-2022.
| Réf. | Cavité (autres noms)        | Commune                                                                | Massif ou zone                         | Coordonnées (WGS 84)        | Dénivelée (mètres) | Développe. (mètres) | Sources ou références                                                             | Mise à jour |
| ---- | --------------------------- | ---------------------------------------------------------------------- | -------------------------------------- | --------------------------- | ------------------ | ------------------- | --------------------------------------------------------------------------------- | ----------- |
| 40   | Gouffre du Soum de Conques  | Salles                                                                 | Saint-Pé-de-Bigorre                    | 43° 01′ 52″ N, 0° 11′ 05″ O | +000147, m         | +0200, m            | karsteau.org                                                                      | 2018-01     |
| 41   | Gouffre TP 39               | Saint-Pé-de-Bigorre                                                    | Saint-Pé-de-Bigorre                    | 43° 05′ 08″ N, 0° 11′ 05″ O | +000147, m         | +0240, m            | karsteau.org                                                                      | 2018-01     |
| 42   | Gouffre d'Estaubé n° 4      | Gavarnie-Gèdre                                                         | Cirque de Gavarnie                     | 42° 42′ 26″ N, 0° 02′ 34″ E | +000145, m         | +0460, m            | CDS 65.                                                                           | 2008-10     |
| 43   | Grotte Devaux               | Gavarnie-Gèdre                                                         | Cirque de Gavarnie                     | 42° 41′ 17″ N, 0° 00′ 08″ E | +000142, m         | +2 987, m           | karsteau.org & Karstologia Mémoires n°22 - SYMPOSIUM 02 - Caving and explorations | 2022-08     |
| 44   | Gouffre P 14                | Gavarnie-Gèdre                                                         | Cirque de Gavarnie                     | 42° 42′ 08″ N, 0° 02′ 53″ O | +000140, m         | +0235, m            | karsteau.org                                                                      | 2018-01     |
| 45   | Gouffre des 36 Chandelles   | Saint-Pé-de-Bigorre                                                    | Saint-Pé-de-Bigorre                    | 43° 04′ 56″ N, 0° 11′ 17″ O | +000137, m         | +0250, m            | karsteau.org                                                                      | 2018-01     |
| 46   | Gouffre de Taule Male       | Saint-Pé-de-Bigorre                                                    | Saint-Pé-de-Bigorre                    | 43° 04′ 42″ N, 0° 07′ 00″ O | +000135, m         | +0180, m            | karsteau.org & CDS 65.                                                            | 2018-01     |
| 47   | Gouffre Thierry-Baragué     | Omex                                                                   | Saint-Pé-de-Bigorre                    | 43° 05′ 03″ N, 0° 06′ 05″ O | +000133, m         | +0375, m            | GSHP de Tarbes                                                                    | 2018-01     |
| 48   | Grotte du Bédat             | Bagnères-de-Bigorre                                                    | Massif de Bagnères de Bigorre - Campan | 43° 03′ 29″ N, 0° 08′ 24″ E | +000132, m         | +1 500, m           | karsteau.org                                                                      | 2000-00     |
| 49   | Gouffre d'Esparros          | Esparros                                                               | Baronnies                              | 43° 01′ 50″ N, 0° 19′ 48″ E | +000130, m         | +1 500, m           | karsteau.org                                                                      | 2017-08     |
| 50   | Gouffre de l’Aspirateur     | Saint-Pé-de-Bigorre                                                    | Saint-Pé-de-Bigorre                    | 43° 05′ 11″ N, 0° 11′ 04″ O | +000127, m         | +0180, m            | karsteau.org                                                                      | 2018-01     |
| 51   | Gouffre Martrou             | Mazouau                                                                | Massif du Nistos - Sarrancolin         | 43° 01′ 20″ N, 0° 24′ 01″ E | +000126, m         | +0440, m            | karsteau.org                                                                      | 2018-01     |
| 52   | Gouffre de Laoueils         | Hèches                                                                 | Baronnies                              | 42° 58′ 24″ N, 0° 20′ 47″ E | +000122, m         | +0150, m            | karsteau.org                                                                      | 2018-01     |
| 53   | Gouffre Picarre             | Nistos                                                                 |                                        | 42° 59′ 37″ N, 0° 29′ 25″ E | +000118, m         | +0120, m            | karsteau.org                                                                      | 2018-01     |
| 54   | Gouffre du Monolithe Noir   | Salles                                                                 | Saint-Pé-de-Bigorre                    | 43° 01′ 21″ N, 0° 12′ 45″ O | +000117, m         | +0130, m            | karsteau.org                                                                      | 2018-01     |
| 55   | Grottes de Bétharram        | Lestelle-Bétharram, Saint-Pé-de-Bigorre & Asson (Pyrénées-Atlantiques) | Saint-Pé-de-Bigorre                    | 43° 06′ 00″ N, 0° 11′ 55″ O | +000115, m         | +8 250, m           | karsteau.org                                                                      | 2000-00     |
| 56   | Gouffre des Estaillets      | Bagnères-de-Bigorre                                                    | Massif de Bagnères de Bigorre - Campan | 43° 03′ 47″ N, 0° 07′ 56″ E | +000115, m         | +0170, m            | karsteau.org                                                                      | 2018-01     |
| 57   | Gouffre CL 16               | Salles                                                                 | Saint-Pé-de-Bigorre                    | 43° 02′ 57″ N, 0° 10′ 52″ O | +000111, m         | +0325, m            | karsteau.org & GSHP de Tarbes                                                     | 2018-01     |
| 58   | Gouffre de l’Escachilat     | Saint-Pé-de-Bigorre                                                    | Saint-Pé-de-Bigorre                    | 43° 05′ 26″ N, 0° 10′ 40″ O | +000110, m         | +0150, m            | karsteau.org                                                                      | 2018-01     |
| 59   | Gouffre de Pène             | Montégut                                                               | Barrousse                              | 43° 02′ 05″ N, 0° 29′ 42″ E | +000110, m         | +0200, m            | karsteau.org                                                                      | 2018-01     |
| 60   | Gouffre de la Borne 109     | Saint-Pé-de-Bigorre                                                    | Saint-Pé-de-Bigorre                    | 43° 05′ 07″ N, 0° 08′ 28″ O | +000108, m         | +1 500, m           | GSHP de Tarbes, Grottocenter & Thomas Braccini                                    | 2000-00     |
| 61   | Gouffre du glacier d’Ossoue | Gavarnie-Gèdre                                                         | Pic du Vignemale                       | 42° 46′ 18″ N, 0° 07′ 51″ O | +000108, m         | +0110, m            | CDS 65 & karsteau.org                                                             | 2018-01     |
| 62   | Trou Sousbet                | Saint-Pé-de-Bigorre                                                    | Saint-Pé-de-Bigorre                    |                             | +000107, m         | +0798, m            | karsteau.org                                                                      | 2020-01     |
| 63   | Gouffre du Pic du Rat       | Seich                                                                  |                                        | 42° 59′ 09″ N, 0° 30′ 13″ E | +000107, m         | +0152, m            | karsteau.org                                                                      | 2020-01     |
| 64   | Grotte aux Fées             | Bagnères-de-Bigorre                                                    | Massif de Bagnères de Bigorre - Campan | 43° 03′ 43″ N, 0° 08′ 10″ E | +000105, m         | +0290, m            | karsteau.org                                                                      | 2018-01     |
| 65   | Gouffre de la Courrouo      | Saint-Pé-de-Bigorre                                                    | Saint-Pé-de-Bigorre                    | 43° 04′ 07″ N, 0° 07′ 21″ O | +000101, m         | +0164, m            | karsteau.org                                                                      | 2018-01     |
| 66   | Clétets de las Tiabes       | Saint-Pé-de-Bigorre                                                    | Saint-Pé-de-Bigorre                    | 43° 04′ 14″ N, 0° 08′ 06″ O | +000101, m         | +0150, m            | karsteau.org                                                                      | 2018-01     |
| 67   | Gouffre E06                 | Gavarnie-Gèdre                                                         | Cirque de Gavarnie                     | 42° 42′ 13″ N, 0° 02′ 44″ O | +000100, m         | +0335, m            | karsteau.org                                                                      | 2018-01     |
| 68   | Réseau de la Téoulère       | Asté                                                                   |                                        | 42° 58′ 52″ N, 0° 16′ 38″ E | +000100, m         | +0101, m            | karsteau.org                                                                      | 2020-01     |